# Межирів (зупинний пункт)
Межи́рів — пасажирський зупинний пункт Жмеринської дирекції Південно-Західної залізниці на дільниці Жмеринка — Гречани між зупинними пунктами Жмеринка-Подільська (8 км) і Лопатиниці (3 км). Розташований біля однойменного села Жмеринського району Вінницької області.

## Історія
Зупинний пункт відкритий 1951 року.

## Пасажирське сполучення
На платформі Межирів зупиняються приміські електропоїзди сполученням Жмеринка — Гречани.